# Anticurialismo
Con il termine anticurialismo si intende una corrente giuridica e filosofica che raccoglie un insieme di teorie e posizioni politiche sorte a Napoli dopo il concilio di Trento e perdurate fino all'età moderna e alla soppressione dei privilegi feudali, giuridici e fiscali del clero.

## Storia
Con la fine del Concilio di Trento molte delle nazioni cattoliche, fra le quali la Spagna, adottarono l'Inquisizione come strumento del controllo dei movimenti religiosi e della riconversione all'ortodossia romana di tutte le diocesi amministrate. Anche nel regno di Napoli, a quei tempi vicereame spagnolo, fu proposta più volte l'istituzione di un tribunale ecclesiastico d'inquisizione, proposte da sempre respinte dalla locale aristocrazia e dalla popolazione cittadina. 
La prima ribellione al tentativo di istituzione dell'Inquisizione avvenne sotto il governo di Pedro di Toledo, nel 1547. 
L'aristocrazia partenopea allora, trovando i propri interessi in accordo con le richieste dei rivoltosi costituirono la loro difesa ad alcuni provvedimenti del concilio di Trento, quali l'inquisizione, contrastando giuridicamente i propositi del partito sostenitore dei principi tridentini e proponendo come inconciliabili molte delle nuove autorità degli ecclesiastici rispetto al diritto sovrano del re e dei funzionari statali. 
Le tesi giuridiche degli aristocratici furono accolte dal Viceré Pedro Afán de Ribera, che fu scomunicato da papa Pio V.
Le dottrine anticurialiste furono accolte anche da diversi filosofi, storici ed economisti quali Pietro Giannone, Costantino Grimaldi e Antonio Genovesi, nonché da numerosi arcivescovi cattolici. Sull'anticurialismo giuridico si innestò in filosofia il cartesianesimo e l'atomismo di Tommaso Cornelio e infine alcune correnti gianseniste, regaliste e giurisdizionaliste napoletane durante la seconda Repubblica Napoletana.